# Legazpi (Albay)
Legazpi is de hoofdstad van de Filipijnse provincie Albay op Luzon en het regionale centrum van Bicol Region. Bij de laatste census in 2007 had de stad ruim 179.000 inwoners.
Legazpi ligt enkele kilometers verwijderd van een van de meeste actieve vulkanen van de Filipijnen, de Mayon.

## Geschiedenis
Legazpi is vernoemd naar Miguel López de Legazpi, de Spaanse ontdekkingsreiziger die het land veroverde vanaf 1565.

## Geografie

### Bestuurlijke indeling
Legazpi is onderverdeeld in de volgende 70 barangays:
| - Arimbay - Bagacay - Bagong Abre - Bagumbayan - Banquerohan - Bariis - Bañadero Pob. - Baño - Bigaa - Binanuahan East - Binanuahan West - Bitano - Bogtong - Bonga - Bonot - Buenavista - Buragwis - Buyuan - Cabagñan - Cabagñan East - Cabagñan West - Cabugao - Cagbacong - Centro-Baybay | - Cruzada - Dap-dap - Dinagaan - Dita - Em's Barrio - Em's Barrio East - Em's Barrio South - Estanza - Gogon - Homapon - Ilawod - Ilawod East - Ilawod West - Imalnod - Imperial Court Subd - Kapantawan - Kawit-East Washington - Lamba - Lapu-lapu - Mabinit - Maoyod Pob. - Mariawa - Maslog - Matanag | - Oro Site-Magallanes - PNR-Peñaranda St.-I - Padang - Pawa - Pigcale - Pinaric - Puro - Rawis - Rizal Sreet. - Rizal Street - Sabang - Sagmin Pob. - Sagpon Pob. - San Francisco - San Joaquin - San Roque - Tamaoyan - Taysan - Tinago - Tula-tula - Victory Village North - Victory Village South |

## Demografie
Legazpi had bij de census van 2007 een inwoneraantal van 179.481 mensen. Dit zijn 22.471 mensen (14,3%) meer dan bij de vorige census van 2000. De gemiddelde jaarlijkse groei komt daarmee uit op 1,86%, hetgeen lager is dan het landelijk jaarlijks gemiddelde over deze periode (2,04%). Vergeleken met de census van 1995 is het aantal mensen met 37.824 (26,7%) toegenomen.

De bevolkingsdichtheid van Legazpi was ten tijde van de laatste census, met 179.481 inwoners op 153,7 km², 1167,7 mensen per km².

## Geboren in Legazpi
- Jose Ramos (25 november 1914), generaal (overleden ?);
- Ramon Obusan (16 juni 1938), danser, dansleraar en choreograaf (overleden 2006).

Bacacay · Camalig · Daraga · Guinobatan · Jovellar · Legazpi · Libon · Ligao · Malilipot · Malinao · Manito · Oas · Pio Duran · Polangui · Rapu-Rapu · Santo Domingo · Tabaco · Tiwi